# Великолукская наступательная операция
Великолукская операция — наступательная операция советских войск в ходе Великой Отечественной войны с целью сковывания германских войск на центральном участке фронта и освобождения городов Великие Луки и Новосокольники. Проводилась с 25 ноября 1942 года по 20 января 1943 года силами 3-й ударной армии (3 Уд. А) Калининского фронта, при поддержке 3-й воздушной армии.

## Общая обстановка перед началом операции
19 ноября 1942 года на южном участке советско-германского фронта началась операция «Уран» — контрнаступление советских войск под Сталинградом.

## Цель и план операции
Первоначально армейское и фронтовое командование планировало провести краткосрочную наступательную операцию по овладению важными железнодорожными узлами: городами Великие Луки и Новосокольники. Однако прибывший 19 ноября представитель Ставки маршал Г. К. Жуков уточнил цель операции следующим образом: сковывание противника на данном участке фронта и недопущение переброски его войск на юг, в район Сталинградской битвы.
По всей видимости, Жуков имел тогда в виду не только поддержку операции «Уран» под Сталинградом, но и проводившуюся силами Западного и Калининского фронтов операцию «Марс», целью которой являлось окружение 9 армии группы армий «Центр». При этом фронтовая Великолукская наступательная операция должна была осуществляться на вспомогательном направлении и силами одной 3-й ударной армии, располагавшейся на правом крыле Калининского фронта и в операции «Марс» не задействованной.
В соответствии с планом операции 5-й гвардейский стрелковый корпус должен был наносить главный удар в северо-западном направлении с задачей прорвать оборону противника южнее Великих Лук, выйти в район станции Остриань и затем продолжать наступление на Новосокольники. 
381-я стрелковая дивизия, наступая из района севернее Великих Лук, должна была нанести удар в юго-западном направлении на Китово, Земляничино и во взаимодействии с 257-й и 357-й дивизиями окружить противника в городе. 257-я стрелковая дивизия после прорыва обороны противника должна была двумя полками обойти Великие Луки с севера и юга и во взаимодействии с левофланговой 357-й дивизией 5-го гв. ск окружить город.
Подвижное соединение армии — 2-й механизированный корпус находился в резерве армии в готовности к использованию в зависимости от хода операции.

## Силы и состав сторон

### СССР
Для проведения операции командующий 3-й ударной армии генерал-лейтенант К. Н. Галицкий создал ударную группировку в составе семи стрелковых дивизий и одной стрелковой бригады, а именно:
- 5-го гвардейского стрелкового корпуса под командованием генерал-майора А. П. Белобородова, включавшего 9-ю гвардейскую стрелковую дивизию генерал-майора И. В. Простякова и 46-ю гвардейскую стрелковую дивизию генерал-майора С. И. Карапетяна, усиленного 357-й стрелковой дивизией полковника А. Л. Кроника.

В непосредственном окружении 83-й пехотной дивизии, удерживающей Великие Луки, должны были быть задействованы:
- 381-я стрелковая дивизия полковника Б. С. Маслова,
- 257-я стрелковая дивизия (2-го формирования) полковника А. А. Дьяконова.

На вспомогательных направлениях должны были действовать:
- 31-я стрелковая бригада подполковника А. В. Якушева, севернее полосы наступления 381-й сд в общем направлении на Горки,
- 21-я гвардейская стрелковая дивизия гвардии полковника, с 27 ноября — гвардии генерал-майора Д. В. Михайлова, дивизия наносила удар в направлении на Кошелево,
- 28-я стрелковая дивизия полковника С. А. Князькова, наносившая удар южнее Поречья.

Для прорыва вражеской обороны и развития наступления привлекались следующие бронетанковые соединения и части 3-й ударной армии:
184-я отдельная танковая бригада полковника С. А. Севастьянова, 27-й, 34-й (подполковника Х. З. Богданова), 36-й, 37-й (подполковника И. Х. Портяна), 38-й (подполковника К. И. Железнова) и 45-й отдельные танковые полки.
Армейский резерв составлял 2-й механизированный корпус под командованием генерал-майора танковых войск И. П. Корчагина, включавший:
- 18-ю механизированную бригаду полковника В. К. Максимова,
- 34-ю (2-го формирования) механизированную бригаду подполковника Н. Е. Краснова,
- 43-ю механизированную бригаду полковника С. Г. Тимохина,
- 33-ю танковую бригаду подполковника С. Л. Гонтарева,
- 36-ю танковую бригаду полковника М. И. Пахомова.

Авиационная поддержка наступления осуществлялась 3-й воздушной армией, под командованием генерал-майора авиации М. М. Громова:
- 1-й бомбардировочный авиационный корпус
  - 263-я бомбардировочная авиационная дивизия
  - 293-я бомбардировочная авиационная дивизия
- 1-й штурмовой авиационный корпус
  - 264-я штурмовая авиационная дивизия
  - 266-я штурмовая авиационная дивизия
  - 292-я штурмовая авиационная дивизия
- 2-й штурмовой авиационный корпус
  - 231-я штурмовая авиационная дивизия
  - 232-я штурмовая авиационная дивизия
- 1-й истребительный авиационный корпус
  - 274-я истребительная авиационная дивизия
- 2-й истребительный авиационный корпус
  - 209-я истребительная авиационная дивизия
  - 215-я истребительная авиационная дивизия
  - 256-я истребительная авиационная дивизия
  - 212-я штурмовая авиационная дивизия
- 211-я ближнебомбардировочная авиационная дивизия[5]

Всего в ударной группировке армии насчитывалось 95 608 человек, 743 орудия и 1346 миномётов, 46 установок гвардейских реактивных миномётов, 390 танков, из них 160 лёгких (Т-60 и Т-70).
В ходе сражения из резерва фронта в 3 Уд. А были переданы:
- с 19 декабря — 8-й эстонский стрелковый корпус под командованием генерал-майора Л. А. Пэрна в составе:
  - 19-я гвардейская стрелковая дивизия (генерал-майор Д. М. Баринов, с 20 декабря полковник И. Д. Васильев)
  - 7-я эстонская стрелковая дивизия (полковник А. А. Вассиль, с 6.01 полковник К. А. Алликас)
  - 249-я эстонская стрелковая дивизия (полковник А. И. Сауэсельг, с 24.12 полковник И. Я. Ломбак)
- с 22 декабря — 360-я стрелковая дивизия (полковник В. Г. Позняк) и 100-я Казахская стрелковая бригада (подполковник Е. В. Воронков).
- с 9 января — 32-я стрелковая дивизия (полковник И. С. Безуглый)
- с 15 января — 150-я стрелковая дивизия (полковник Н. О. Гузь)

Таким образом, в период с 24 ноября 1942 года по 20 января 1943 года в операции были задействованы 13 стрелковых дивизий, 2 стрелковые, 3 механизированные, 3 танковые бригады, несколько танковых и артиллерийских частей армейского подчинения. 8-я гвардейская (2-й гв. ск), 33-я и 117-я стрелковые дивизии 3-й Уд. А держали оборону на правом фланге Калининского фронта в районе города Холм и в наступлении участия не принимали.

### Германия
В районе Великих Лук оборонялась 83-я пехотная дивизия под командованием генерал-лейтенанта Т. Шерера. Новосокольники обороняла 3-я горнострелковая дивизия.
Всего по советским данным на день начала операции — около 50000 человек, хотя данная цифра представляется значительно завышенной.
C 28 ноября по 8 января с целью деблокирования окружённого гарнизона Великих Лук в сражение вступили следующие соединения:
- с 28 ноября — 291-я пехотная, 20-я моторизованная, 8-я танковая дивизии
- с 19 декабря — 6-я авиаполевая дивизия
- с 4 января — 205-я пехотная дивизия
- с 6 января — 331-я пехотная дивизия[нем.]
- с 8 января — 708-я пехотная дивизия и части 93-й пехотной дивизии

## Ход операции

### Первый этап
24 ноября в 11.00 после 30-минутной артподготовки авангардные полки трех дивизий 5-го гвардейского ск перешли в атаку. Уничтожив боевое охранение немцев и продвинувшись в глубину на 2-3 км, они к вечеру вышли к главной полосе обороны противника. В 9.30 25 ноября началась полуторачасовая артподготовка, после нее в наступление перешли главные силы армии. 
За день 3 Уд. А продвинулась на 2-12 км, наибольшего успеха добилась 381-я сд, наступающая с севера. Следующие два дня армия с упорными боями, отбивая ожесточенные контратаки противника, медленно двигалась вперед.
Вечером 27 ноября разведка установила - противник подтягивает свежие силы: 8-ю тд с севера, 291-ю пд и 20-ю мотодивизию с юга. Командование 3 Уд. А укрепило фланги наступающей группировки: для прикрытия правого фланга 381-й сд была выдвинута 31-я стрелковая бригада, 28-я сд нацелена на уничтожение 291-й пд немцев, а 21-я гвардейская дивизия намеревалась отразить удар 20-й моторизованной дивизии. Так упредили противника и следующие три дня успешно отражали его контрудар. Продолжалось и наступление 3-й Уд. А.
Вечером 28 ноября у станции Остриань встретились 381-я и 9-я гвардейская дивизии, замкнув кольцо вокруг гарнизона Великих Лук. Кроме того, часть сил 83-й пехотной дивизии была окружена юго-западнее города, у Ширипино.
План Великолукской операции требовал овладения Новосокольниками - важным железнодорожным узлом, связывающим группы армий «Центр» и «Север». Поэтому 28 ноября здесь ввели в бой 18-я мехбригаду из 2-го мехкорпуса. Но немецкая 3-я горнострелковая дивизия с частями усиления заняла хорошо подготовленные оборонительные позиции на подступах к городу, в которые и уперлась 18-я бригада. 
Для усиления ударной группировки советских войск к 1 декабря в район Новосокольников была переброшена 381-я сд. Успешно начав наступление и овладев несколькими населенными пунктами, она обошла город с севера, перерезала железную дорогу Насва-Новосокольники, но дальше продвинуться не смогла. Группировку усилили 34-й мехбригадой 2-го мехкорпуса. 
Так, к утру 3 декабря на город наступали 18-я и 34-я мехбригады с юга и 381-я сд с севера и северо-востока с задачей разгромить обороняющиеся части 3-й горнострелковой дивизии и захватить город. Утром 3 декабря противник большими силами предпринял сильную атаку на правом фланге армии и чуть было не прорвал оборону 31-й стрелковой бригады. Для парирования возможного прорыва на правый фланг армии была выдвинута 26-я стрелковая бригада, полученная накануне из резерва фронта.
Двумя днями ранее, в ночь на 2 декабря 9-я гвардейская и часть сил 357-й сд при поддержке 266-й штурмовой авиационной дивизии приступили к ликвидации группировки противника, окруженного под Ширипино, и к исходу 3 декабря полностью уничтожили ее.
Встретив упорное сопротивление врага на хорошо подготовленных рубежах у Новосокольников, 3 Уд. А вынужденно перешла к обороне.

### Второй этап
С 7 по 13 декабря на правом фланге армии и у Новосокольников продолжались упорные бои, где противник не раз пытался опрокинуть советские части. 9 декабря из резерва фронта прибыл 8-й эстонский стрелковый корпус. 11 декабря немецкое командование предприняло новые попытки прорыва к Великим Лукам, но на этот раз с юго-запада. 14 декабря здесь противник  потеснил обороняющихся и захватил Громово.
На угрожаемое направление выдвинули 19-ю гвардейскую сд 8-го эстонского корпуса, она восстановила положение. Перегруппировавшись, 19 декабря противник снова ударил - во фланг 19-й гвардейской дивизии. Угроза прорыва советской обороны на юго-западе потребовала усилить участок - 20 декабря туда направили 2 полка 249-й эстонской дивизии. 21-22 декабря противник снова атаковал. 

Вечером 22 декабря из резерва фронта подошли 360-я сд и 100-я стрелковая бригада, ими укрепили оборону на юго-западе. Это позволило советским войскам успешно отражать атаки, следовавшие вплоть до 25 декабря. Огромные потери немцев, понесенные в ходе наступления, заставили их взять паузу для подтягивания свежих сил и подготовки нового удара.
4 января после артподготовки немецкие войска возобновили наступление на Великие Луки с юго-запада в направлении Алексейково. В нем помимо действующих здесь 20-й моторизованной и 6-й авиаполевой дивизий, участвовала и переброшенная с Западного фронта 205-я пехотная дивизия. К вечеру следующего дня противнику удалось потеснить части 360-й стрелковой дивизии и занять деревню Борщанка. Сюда же для усиления удара командующий группой армий «Центр» генерал-фельдмаршал фон Клюге решил перебросить 331-ю пехотную дивизию с задачей не позднее 10 января прорваться в город и деблокировать окружённых.
Численное превосходство противника и реальная угроза прорыва в город вынудило командование 3 Уд. А вывести часть сил из боя в Великих Луках и нацелить их на оборону. Так, два полка 357-й сд развернули на 180 градусов, фронтом на юго-запад, а 47-я мехбригаду вывели к северо-западу от города, чтобы контратаковать противника. 
7 января немцы усилили нажим и с северо-запада, где части 8-й тд и 93-й пд продвинулись на 1-2 км к Великим Лукам. Дальнейшее продвижение противника здесь остановили части 381-й сд и 47-й бригады. 
На юго-западном направлении в бой вступила немецкая 708-я пд. Так, с 8 января при поддержке крупных сил авиации и артиллерии к городу рвались 4 германских пехотных дивизии и 1 мотодивизия. 9 января бои развернулись в 4-5 км от города у Донесьево-Белодедово. 
Прибывшая из резерва фронта советская 32-я сд заняла оборону в 4 км от города. 
10-12 января противник продолжал наступление с двух направлений: северо-запада и юго-запада, причем если на первом он не достиг заметных успехов, то на втором ему удалось приблизиться к городу на расстояние 3,5 км. До 14 января продолжались бои в районе деревень Копытово и Липенка, но дальше противнику пройти не удалось. Наступление немцев с целью деблокирования окруженного гарнизона не принесло  успеха. Несмотря на ввод в бой крупных резервов, в среднем за сутки противник приближался к городу на 400 м.
За месяц боев ценой огромных потерь противник пробил в направлении Великих Лук клин длиной 10 км и шириной 3 км. 
В такой обстановке целесообразнее было ударить под основание клина, блокировав наступающие немецкие части. Но решить эту задачу имеющимися силами было невозможно.
Выполнить замысел могла 150-я сд, подошедшая 15 января из резерва фронта. Ей поставили задачу ударить в центр клина и перерезать его. 16 января она начала наступать. Немцы, почувствовав угрозу окружения, стали отводить войска с вершины клина. 
К 21 января в ходе ожесточенных боев войска армии вышли на рубеж Демя, Алексейково, Борщанка, практически полностью уничтожив вражеский клин. К 21 января фронт стабилизировался.

### Штурм Великих Лук
Подготовка
28-29 ноября четыре дивизии 3 Уд. А совместными усилиями надежно замкнули кольцо вокруг гарнизона Великих Лук, но обстановка не позволила немедленно ликвидировать окруженного противника. Поэтому 257-я сд и 357-я сд, насчитывающие по 2500 человек, получили задачу блокировать город, вести разведку и готовиться к штурму, а 381-ю сд перебросили для наступления на Новосокольники.

6 декабря, получив приказ о передаче 8-го эстонского стрелкового корпуса в 3 Уд. А, командование армии приступило к разработке плана штурма Великих Лук. К этому времени штаб армии (начштаба генерал-майор Юдинцев И. С.) имел достаточно полные сведения о характере обороны и группировке противника. 
В городе оборонялись части 83-й пд с частями усиления. Общая численность окруженного гарнизона составляла 8-9 тысяч человек, 100-120 артиллерийских орудий, 10-15 танков и штурмовых орудий. Основной, сплошной рубеж обороны проходил по пригородным посёлкам, каждый из которых был приспособлен к круговой обороне.
Все каменные постройки города были превращены в мощные узлы сопротивления, насыщенные тяжелым вооружением: артиллерией и минометами. Чердаки высоких зданий были оборудованы под наблюдательные пункты и пулеметные точки. Крепость и ж/д узел приспособлены к длительной обороне. Кроме того, стало известно, что командир 83-й пд Т. Шерер улетел из города, назначив комендантом гарнизона командира 277-го пехотного полка подполковника Э. фон Засса.
План штурма предусматривал нанесение двух согласованных ударов силами 257-й и 357-й сд с целью рассечения группировки противника на части и последующего раздельного уничтожения. Вспомогательный удар должна была наносить наиболее укомплектованная, но не имевшая боевого опыта 7-я сд 8-го эстонского стрелкового корпуса. Начало штурма было назначено на 12 декабря, однако сплошной туман, исключивший эффективные действия авиации, вынудил перенести начало атаки на сутки.
Активные действия
13 декабря в 10.00 566 орудий и минометов открыли огонь по переднему краю и оборонительным сооружениям противника. В 12.15 с последним залпом артиллерии в атаку перешли штурмовые отряды. Прорвав первую линию обороны и ворвавшись в город, атакующие части встретили возрастающее сопротивление врага. И все же к вечеру 257-я сд, наступающая с северо-запада, и 357-я сд, наступающая с запада, вышли к реке Ловать и захватили мост на восточный берег. 
Весь следующий день в городе шли упорные бои, в результате которых штурмующие овладели почти всей левобережной частью города за исключением крепости. В 14.00 15 декабря окруженным через парламентеров сделали первое предложение о капитуляции. Комендант, получивший накануне категорическое требование Гитлера не сдавать город, ответил отказом. Советские войска продолжили штурм города. Около 10 суток в городе шли ожесточенные огневые бои.
Поскольку к 24 декабря попытки противника пробиться в город извне заметно ослабли, а затем и вовсе прекратились, 3 Уд. А перегруппировала силы и возобновила активный штурм города. Теперь для взятия Великих Лук дополнительно привлекались 249-я эстонская сд и 47-я механизированная бригада. 
В 13.00 25 декабря после артподготовки советская пехота атаковала, поддержанная танками. Немцы отчаянно сопротивлялись - их обнадеживали обещания о скором прорыве кольца извне. После трех дней боев части 257-й сд и 47-й мехбригады вышли к центру города. 
Крупные силы немецкой авиации бомбили наступающих, им противодействовали советские истребители - разыгрывались настоящие воздушные сражения. В отдельные часы 29 и 30 декабря в небе над городом находилось до 300 советских и немецких самолетов. К исходу 31 декабря весь город (кроме ж/д узла и крепости) находился в руках советских войск.
В полночь на 1 января 1943-го советское командование по радио вновь предложило немцам капитулировать. После молчания противника штурм последних очагов обороны продолжили. К 4 января штурмующие овладели вокзалом. Дальнейшее продвижение было остановлено яростным сопротивлением врага. 
3-4 января части 357-й сд безуспешно штурмовали крепость. Так как с 4 января 357-й сд, кроме всего прочего, пришлось отражать попытки деблокирования окруженного гарнизона, командование армии решило взять паузу и повторно штурмовать крепость после тщательной подготовки. Подготовил штурм замкомандира 357-й сд полковник М. Ф. Букштынович.
15 января в 11.25 после нанесения артподготовки и авиационного удара по огневым точкам противника штурмовые отряды перешли в атаку. Подразделения, атакующие на главном - восточном - направлении, ворвались в крепость. Поддержанные артиллерией и ампулометами, штурмующие завязали бои внутри крепости. К полуночи в бой вступили подразделения, ворвавшиеся в крепость с северо-запада, запада и юго-запада. К 7 часам утра 16 января крепость была полностью очищена от противника.
Двумя днями ранее, 14 января части 257-й, 249-й и 7-й сд приступили к ликвидации остатков гарнизона, обороняющихся в районе ж/д узла. В первый же день боев наступающие заняли район Куракино и выйти к Ориглодово. 15 января бойцы 249-й сд выбили немцев из здания ж/д станции и паровозного депо. 
К 12.00 16 января у противника остался один очаг сопротивления - штаб обороны во главе с подполковником фон Зассом. В 15.30 отряд 249-й сд из 30 человек под командованием майора Э. Лемминга ворвался в подвал и захватил в плен 52 немецких солдата и офицера, включая самого подполковника Засса.

## Итоги
Несмотря на то, что советским войскам не удалось взять Новосокольники, общая цель операции была достигнута. Своими активными действиями войска 3-й Ударной армии сковали до 10 дивизий противника, не допустив их использование на других направлениях, и освободили старинный русский город Великие Луки.

## Память
- В центре Великих Лук, на левом берегу реки Ловать, установлен обелиск советским воинам, погибшим при освобождении города. Многие улицы города названы в честь событий и участников сражений: улица Пяти танкистов, улица 3-й ударной армии, улица Винатовского, ул. Дьяконова, ул. Яна Арно.

В разные годы воины и командиры 3 Уд. А были удостоены звания «Почётный гражданин города»:
в 1965 году:
- Пэрн, Лембит Абрамович — командир 8-го эстонского стрелкового корпуса
- Дьяконов, Анатолий Александрович — командир 257-й стрелковой дивизии
- Кроник, Александр Львович — командир 357-й стрелковой дивизии

в 1969 году:
- Галицкий, Кузьма Никитович — командующий 3-й ударной армии
- Каристе Альберт Александрович — офицер 8-го эстонского стрелкового корпуса

в 1975 году:
- Ару, Карл Иванович — начальник артиллерии 8-го эстонского стрелкового корпуса

в 1985 году:
- Семёнов, Георгий Гаврилович — начальник оперативного отдела штаба 3-й ударной армии
- Лисицин, Фёдор Яковлевич — начальник политотдела 3-й ударной армии